# Hotel Babylon
Hotel Babylon es un drama británico transmitido del 19 de enero de 2006 hasta el 14 de agosto de 2009 en la cadena BBC One.
La serie fue creada por Tony Basgallop y contó con la participación invitada de los actores: Keith Allen, John Barrowman, Jude Law, Anthony Head, Joan Collins, Megan Dodds, Jeremy Sheffield, Steven Berkoff, Gina Bellman, Danny Dyer, Liam Cunningham, Ronan Vibert, Christian Rubeck, Matt Day, Lisa Faulkner, Paula Abdul, Kelly Osbourne, Kacey Ainsworth, Michelle Collins, Denise van Outen, Preeya Kalidas, Kelly Brook, Chantelle Houghton, entre otros...
La serie fue cancelada en 2009 tras finalizar su cuarta temporada.

## Historia
La serie siguió la vida de los trabajadores de un glamoroso y lujoso hotel de cinco estrellas y cómo cada uno de ellos enfrentaba los problemas del trabajo y personales.

## Personajes

### Principales
| Actor             | Personaje              | Ocupación                      | N.º de episodios | Duración  |
| ----------------- | ---------------------- | ------------------------------ | ---------------- | --------- |
| Dexter Fletcher   | Tony Casemore          | Conserje Principal             | 32               | 2006-2009 |
| Martin Marquez    | Gino Primirola         | Barman Principal               | 32               | 2006-2009 |
| Michael Obiora    | Benjamin "Ben" Trueman | Recepcionista Principal        | 32               | 2006-2009 |
| Raymond Coulthard | James Schofield        | Gerente de Alimentos & Bebidas | 31               | 2006-2009 |
| Danira Govich     | Tanya Mihajlov         | Jefa del Servicio de Limpieza  | 28               | 2006-2009 |
| Alexandra Moen    | Emily Rushby-James     | Gerente de Relaciones Públicas | 16               | 2008-2009 |
| Nigel Harman      | Sam Franklin           | Dueño del Hotel                | 8                | 2009      |

### Secundarios
| Actor        | Personaje      | Ocupación     | N.º de episodios | Duración |
| ------------ | -------------- | ------------- | ---------------- | -------- |
| Paul Chequer | Darren         | -             | 3                | 2009     |
| Amy Nuttall  | Melanie Hughes | Recepcionista | 2                | 2009     |

#### Antiguos personajes principales
| Actor             | Personaje                 | Ocupación                   | N.º de episodios | Duración        |
| ----------------- | ------------------------- | --------------------------- | ---------------- | --------------- |
| Emma Pierson      | Anna Thornton-Wilton      | exrecepcionista principal   | 27               | 2006-2009       |
| Max Beesley       | Charles "Charlie" Edwards | exgerente general del jotel | 22               | 2006-2008, 2009 |
| Natalie Mendoza   | Jackie Clunes             | exmucama principal          | 21               | 2006-2008       |
| Tamzin Outhwaite  | Rebecca Mitchell          | exgerente general del hotel | 16               | 2006-2007       |
| Anna Wilson-Jones | Juliet Miller             | exgerente general           | 8                | 2009            |
| Lee Williams      | Jack Harrison             | exgerente general del hotel | 5                | 2008            |
| Paul Telfer       | Luke Marwood              | Conserje                    | 5                | 2007            |

#### Antiguos Personajes Recurrentes
| Actor             | Personaje      | Ocupación | N.º de episodios | Duración  |
| ----------------- | -------------- | --------- | ---------------- | --------- |
| Emil Suceska      | Ed             | -         | 7                | 2006-2008 |
| Ian Bonar         | Dave Wiltshire | -         | 7                | 2006      |
| Michael Attwell   | Derek Crisp    | -         | 6                | 2006      |
| Daniel Lapaine    | Ned            | -         | 4                | 2008      |
| Craig Kelly       | Pete           | -         | 4                | 2006      |
| James Weber Brown | Mark Thorne    | Doctor    | 3                | 2006      |

## Episodios
Las cuatro temporadas estuvieron conformadas por ocho episodios cada una.

## Producción
La serie fue creada por Tony Basgallop, y se basó en la serie de novelas homónima de Imogen Edwards-Jones.
La cuarta temporada se estrenó en 2009.